# Quatipuruzinho
O quatipuruzinho (Sciurillus pusillus) é um esquilo florestal muito pequeno, sendo a única espécie vivente do gênero Sciurillus e da subfamília Sciurillinae. É encontrado nas florestas tropicais de várzea do Brasil, Colômbia, Peru, Guiana Francesa, Guiana e Suriname.